# اقوام اولیه کانادا
اقوام اولیهٔ کانادا (به انگلیسی: First Nations؛ به فرانسوی: Premières Nations‎) اقوام و قبایل مختلف بومی کانادا بجز مردم متی و اینوئیت هستند. در حال حاضر ۶۳۴ گروه به عنوان اقوام اولیهٔ کانادا به رسمیت شناخته شده‌اند که در سراسر کانادا پراکنده هستند و تقریباً نیمی از آن‌ها در استان‌های انتاریو و بریتیش کلمبیا ساکنند. زبان، فرهنگ، رسوم و آیین‌های این اقوام گاهی بسیار با هم متفاوت هستند.

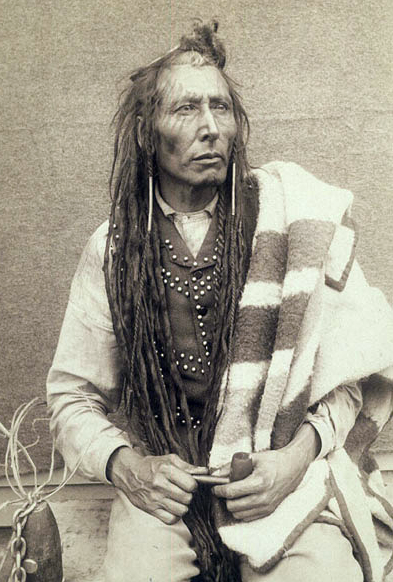
پیتیکواهاناپیوییین که رئیس دشت کری و مدافع مصلح مردم خود بود

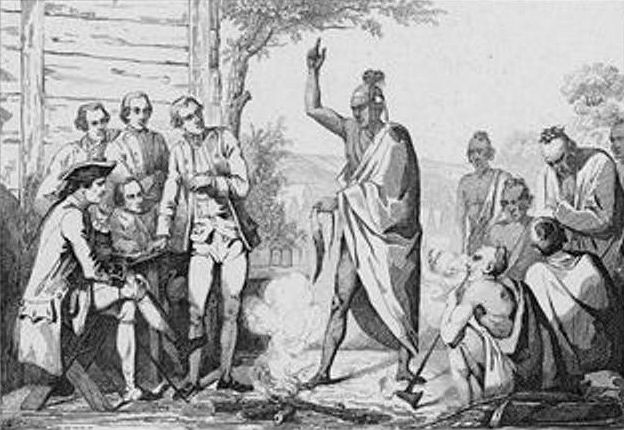
کنفرانس میان فرانسویان و رهبران اقوام اولیه. نقاشی اثر امیل لوئی ورنیه

طبق معیارهای آمار کانادا اقوام اولیه به عنوان یک اقلیت قابل مشاهدهٔ رنگین‌پوست تعریف نمی‌شوند. و بر اساس قانون استخدام کانادا، اقوام اولیه همراه با زنان، اقلیت‌های قابل مشاهدهٔ رنگین‌پوست و افراد معلول جسمی یا ذهنی دارای اولویت در استخدام هستند. و افزون‌بر آن از برخی مزایای قانونی دیگر نیز برخوردارند.
به‌طور کلی در کانادا اصطلاح «اقوام اولیه» (به انگلیسی: First Nations) جایگزین استفاده از واژگان از رده خارج «سرخپوستان» یا «هندی»ها (به انگلیسی: Indians) برای مردمان بومی قارهٔ آمریکا شده‌است.

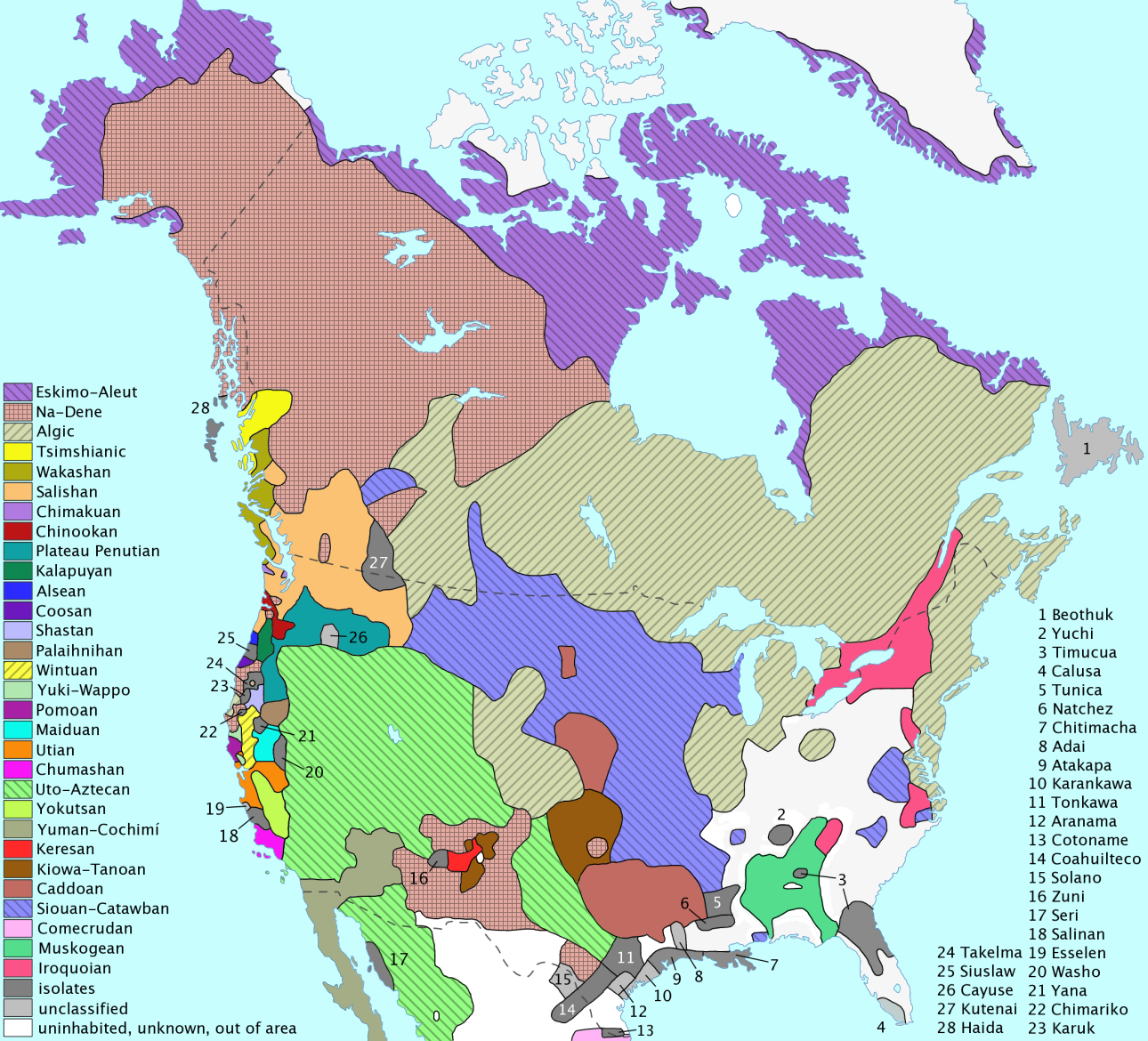
مناطق زبانی مردم بومی آمریکای شمالی در زمان تماس با اروپایی‌ها